# Losemannus
Losemannus war ein im Mittelalter in  Dresden amtierender Bürgermeister.
Insgesamt sind aus den Jahren bis 1500 269 Dresdner Ratsmitglieder namentlich bekannt, 185 von ihnen nur mit einem Einzelnamen. Ob es sich hier um einen Rufnamen oder einen Familiennamen handelt, lässt sich nicht ermitteln.  Auch Herkunft, Beruf und Lebensdaten dieses Bürgermeisters sind unbekannt.
Losemannus wird gemeinsam mit einer Reihe weiterer Ratsmitglieder, unter ihnen Conradus Buling und Johannes de Wilandisdorf als Aussteller einer Urkunde vom 7. Juni 1318 als magister civium (Bürgermeister) namentlich genannt.